# كاناليخاس ديل أرويو
بلدية كاناليخاس ديل أرويو (بالإسبانية: Canalejas del Arroyo)‏، هي إحدى بلديات مقاطعة قونكة (إحدى مقاطعات إسبانيا)، و التي تقع في منطقة قشتالة لا منتشا وسط البلاد، و المائلة لجهة الشرق من إسبانيا.
يبلغ عدد سكانها 349 نسمة وفقاً لإحصائية سنة (2007).